# Acraea pudorina
Acraea pudorina är en fjärilsart som beskrevs av Otto Staudinger 1885. Acraea pudorina ingår i släktet Acraea och familjen praktfjärilar. Inga underarter finns listade i Catalogue of Life.